# 이 회사에 좋아하는 사람이 있습니다
《이 회사에 좋아하는 사람이 있습니다》(일본어: この会社に好きな人がいます 고노 가이샤니 스키나 히토가 이마스[*])는 에노모토 아카마루가 지은 일본의 만화다. 《모닝》(코단샤)에서 2019년 14호부터 2023년 9호까지 연재되었다. 당초에 격주 연재였지만 2020년 16호 게재의 제25화부터 주간 연재로 이행했다.
본 작품에서는, 어떤 과자 메이커에 근무하는 동기 입사의 남녀 2명에 의한, 비밀의 사내 연애가 그려져 있다.

## 줄거리
과자 메이커 '츠다 제과'의 경리부에 소속된 타테이시 마스구. 동기 입사로 기획부 소속의 미츠야 유이와의 관계는 나빠, 사내에서는 2명이 충돌할 때마다 '앙숙의 사이' 등이라고 말해 버릴 정도였다. 그러나 실제로는 서로에게 끌렸고, 우여곡절을 겪으며 마스구와 유이는 연인이 되었다.
그런 두 사람이었지만, 유이가 주위의 눈을 신경 쓰는 등 사내 연애에 대한 불안을 가지고 있어, '사귀고 있다'라는 사실을 사내에서는 숨기기로 한다. 사내에서는 전부터 그 불화가 알려진 마스구와 유이의 비밀엄수 생활이 시작되었다.

## 등장인물
타테이시 마스구(立石真直)
성우 - 야마시타 세이이치로
경리부 소속의 28세. 주위로부터의 신뢰는 두껍고, 다른 부서에서도 대응의 장점 등이 평판이 되고 있다. 한편 동기 입사 유이와는 종종 사내에서 충돌하고 그 때마다 동료에게 놀려 버린다.
야구를 좋아해 TV로 프로야구 중계를 보거나 스마트폰으로 경기 경과를 자주 확인하고 있다.
미츠야 유이(三ツ谷結衣)
성우 - 미야모토 유메
마스구와 동기 입사한 28세. 처음에는 기획부에서 신상품 기획을 했지만 나중에는 홍보부로 배치가 전환된다. 사내의 일부 사람으로부터는 미짱이라고 불리고 있어, 그 일의 태도로부터 주위의 평가는 높다. 온과 오프의 전환이 명확하다.
사내에서의 마스구에 대한 태도는 차갑고, 사내에서 명물 취급을 받을 정도였다. 마스구와 사귀기 시작하고 나서는, 사내에서는 자신의 생각이 태도에 나오지 않게 하기 위해 지금까지와 같이 차갑게 대하는 한편, 사적으로 둘만 있으면 응석부리게 된다. 그러나 마스구와는 성격이 정반대여서 사적으로도 의견이 대립될 수 있다.
하야카와 시즈노(早川静乃)
성우 - 이토 시즈카
경리부 계장으로, 솔직한 상사. 32세. 한때 사내 연애로 쓴 경험을 하고 있다.
술을 좋아하고, 소메이에게 "몹시 술에 취한 이미지 밖에 없었다"고 생각되어 버릴 정도.
소메이 케이스케(染井恵介)
성우 - 츠치다 레이오
기획부로 이동해 온 24세. 조용한 성격. 어쩌더 마스구와 유이의 연인 관계를 깨닫게 되지만 마스구에게 발설하지 않도록 부탁받았다.
모리조노 마리아(切林宏海)
성우 - 타이치 요
경리부 소속의 26세. 중도 채용으로 입사했다.
우토 치하루(宇藤千春)
성우 - 와타다 미사키
유이의 동료. 우짱이라고 불리고 있다.
사쿠라 유키코(佐倉ゆき子)
성우 - 토쿠이 소라
유이의 동료. 유짱이라고 불리고 있다.
미타 이츠로(三田逸郎)
성우 - 토네 켄타로
기획부 주임인 39세. 일에 쫓겨 번번이 머리를 싸매고 있지만, 기획의 일 자체는 마음에 들고, 실제로는 바쁜 것을 그렇게까지 싫어하고 있는 것은 아니다.
스즈키 세이야(鈴木誠也)
성우 - 오노 켄쇼
마스구와 유이의 신인 연수에서 강사를 담당했다. 유이의 대학 선배이기도 하다.
키리바야시 히로미(切林 宏海)
성우 - 미키 신이치로
신규 사업부 부장. 한때는 영업부의 에이스로 활약해 36세에 신규 사업부를 시작한 실력의 소유자다. 사람을 모그고 있을 때 유이를 자신의 부서에 권유했지만 거절당했다.
츠지 노노카(辻野々花)
마스구가 신인 연수의 파트너 역으로서 지도한 신입 사원. 연수 종료 후에는 신규 사업부에 배속된다.

## 서지 정보
- 에노모토 아카마루 《이 회사에 좋아하는 사람이 있습니다》 코단샤 〈모닝 KC〉, 전 15권
  1. 2019년 7월 23일 발매[4], ISBN 978-4-06-516508-9
  2. 2019년 12월 23일 발매[5], ISBN 978-4-06-517997-0
  3. 2020년 4월 23일 발매[6], ISBN 978-4-06-519083-8
  4. 2020년 8월 20일 발매[7], ISBN 978-4-06-520143-5
  5. 2020년 11월 20일 발매[8], ISBN 978-4-06-521170-0
  6. 2021년 2월 22일 발매[9], ISBN 978-4-06-522185-3
  7. 2021년 5월 21일 발매[10], ISBN 978-4-06-523193-7
  8. 2021년 8월 23일 발매[11], ISBN 978-4-06-524901-7
  9. 2021년 11월 22일 발매[12], ISBN 978-4-06-525889-7
  10. 2022년 2월 22일 발매[13], ISBN 978-4-06-526718-9
  11. 2022년 5월 23일 발매[14], ISBN 978-4-06-527764-5
  12. 2022년 8월 23일 발매[15], ISBN 978-4-06-528634-0
  13. 2022년 11월 22일 발매[16], ISBN 978-4-06-529698-1
  14. 2023년 2월 21일 발매[17], ISBN 978-4-06-530672-7
  15. 2023년 3월 23일 발매[18], ISBN 978-4-06-530878-3

## TV 애니메이션
2025년 1월부터 3월까지 TOKYO MX 등에서 방송되었다.

### 스태프
- 원작 - 에노모토 아카마루
- 감독 - 타케이치 나오코
- 시리즈 구성 - 요코타니 마사히로
- 캐릭터 디자인 - 오오사와 미나
- 프롭 디자인 - 오자와 마도카
- 미술 설정 - 타카하시 마호
- 미술 감독 - 나카무라 노리후미, 호소이
- 색채 설계 - 요시다 사유리
- 3D 디렉터 - 하야시 아키오
- 2D 웍스 - 유메타 컴퍼니
- 촬영 감독 - 사카이 카나
- 오프라인 편집 - 마키 노부히로
- 음향 감독 - 츠치야 마사노리
- 음악 - IM.Lab
- 음악 제작 - 이매진
- 프로듀서- 丁微思, 쿠리하라 마리, 칸베 무네유키, 사카에 류타로, 나가미네 리에코, 오오모리 신지, 오자와 후미히로
- 애니메이션 프로듀서 - 요시다 노리오
- 애니메이션 제작 - BLADE
- 제작 - 이 회사에 좋아하는 사람이 있습니다 제작위원회

### 주제가
있잖아.(あのね、)
폴카닷 스팅레이에 의한 오프닝 테마. 작사·작곡은 시즈쿠, 편곡은 폴카닷 스팅레이.
둘만 함께(ふたりじめ)
pachae에 의한 엔딩 테마. 작사·작곡은 오토야마 다이스케, 편곡은 pachae.

### 에피소드 목록
| 화수   | 각본                                                          | 각본              | 그림 콘티                     | 연출            | 작화 감독 | 총작화 감독     | 방송일         |
| ------ | ------------------------------------------------------------- | ----------------- | ----------------------------- | --------------- | --- | --------------- | -------------- |
| 제1화  | バレちゃいけない 들키면 안돼                                  | 요코타니 마사히로 | 타케이치 나오코               | 타케이치 나오코 | 하네다 코지 코바야시 유카리 나카타니 유키코 키타지마 유키 요시다 하지메 모리 에츠히토 홍범석                                                            | 오오사와 미나   | 2025년 1월 6일 |
| 제2화  | ケジメ 구분                                                   | 요코타니 마사히로 | 오키타 미야나                 | 야마모토 류타   | 미야 카나에 Fusion Studio | 소리마치 츠카사 | 1월 13일       |
| 제3화  | 今夜は特別 오늘 밤은 특별                                     | 하야카와 스미카   | 요시카와 코지 타케우치 히카루 | 노가미 카즈오   | 홍예나 오자와 마도카 홍범석 코토부키 무로우 미즈노 타카히로 studio μ                                                                                    | 오오사와 미나   | 1월 20일       |
| 제4화  | モヤモヤ 부글부글                                             | 마루야마 카나     | 오키타 미야나                 | 시라이시 미치타 | 吴晓莱 니시다 미야코 시가 미치노리 | 소리마치 츠카사 | 1월 27일       |
| 제5화  | はじめての旅行 첫 여행                                        | 요코타니 마사히로 | 오키타 미야나                 | 오오바리 츠바사 | 劉沂 | 오오사와 미나   | 2월 3일        |
| 제6화  | いま、必要なもの 지금, 필요한 것                              | 하야카와 스미카   | 츠쿠시 다이스케               | 츠쿠시 다이스케 | 노지 키요시 나카지마 다이치 모리 에츠히토 카네코 마사쿠니 나가타 마사미                                                                                 | 소리마치 츠카사 | 2월 10일       |
| 제7화  | 記念日 기념일                                                 | 마루야마 카나     | 오키타 미야나                 | 마타노 히로미치 | 오자와 마도카 미즈노 타카히로 미야 카나에 홍범석 오우코쿠넨 나가타 마사미 홍예나                                                                        | 오오사와 미나   | 2월 17일       |
| 제8화  | ささやかなクリスマス 소소한 크리스마스                        | 요코타니 마사히로 | 아미노 테츠로                 | 타케이치 나오코 | 코토부키 무로우 코바야시 유카리 마츠시타 준코 홍범석 키타지마 유키 모리 에츠히토 나카타니 유키코 하네다 코지 朱央 羊光 고건                             | 쿠리타 사토미   | 2월 24일       |
| 제9화  | 私たちのバレンタイン 우리의 밸런타인데이                      | 하야카와 스미카   | 오키타 미야나                 | 노가미 카즈오   | 노지 키요시 나카지마 다이치 미야 카나에 studio μ 고건 윤지희 홍예나                                                                                     | 오오사와 미나   | 3월 3일        |
| 제10화 | ホントの気持ち 진심                                           | 마루야마 카나     | 오키타 미야나                 | 타카하시 시호   | 우에하라 후미야 테지마 노리코 | 소리마치 츠카사 | 3월 10일       |
| 제11화 | それぞれのスタート 각자의 시작                                | 요코타니 마사히로 | 오키타 미야나                 | 오오바리 츠바사 | 劉沂 | 소리마치 츠카사 | 3월 17일       |
| 제12화 | この会社に好きな人がいます 이 회사에 좋아하는 사람이 있습니다 | 요코타니 마사히로 | 타케이치 나오코               | 타케이치 나오코 | 오우코쿠넨 나카타니 유키코 코바야시 유카리 오자와 마도카 모리 에츠히토 나카지마 다이치 키타지마 유키 코토부키 무로우 카네코 마사쿠니 나미가미 유리 朱央 | 오오사와 미나   | 3월 24일       |